# キララとウララ
キララとウララは、日本の女性アイドルデュオ。1984年8月1日、シングル「センチ・メタル・ボーイ」でデビュー。近未来的なテクノ歌謡の楽曲をリリースしている。

## メンバー
- キララ - 大谷香奈子（おおたに かなこ）

1966年8月24日（58歳） - 千葉県出身。身長159cm、B82W58H85、体重45kg（1984年時点）。血液型はO型。
解散後は小室哲哉の最初の妻となったが、離婚（双方の間に子はない）。離婚後はペットビジネスへ参入。特に犬専用の服のプロデュース・製造・販売では日本ではトップクラスの実績を収めている。実弟も大谷健吾の名で音楽活動歴がある。
- ウララ - 天野なぎさ（あまの なぎさ）

1966年9月29日（58歳） - 千葉県出身。身長156cm、B83W60H85、体重48kg（同上）。血液型はA型。
解散後はシンガーソングライター天野歩美（あまの あゆみ）としてソロデビューしている。

## 人物
レコードデビュー前は単に「香奈子&なぎさ」と名乗っていた。しかし、デビューする際に事務所の社長に芸名はどうすると尋ねられたところ、実は中学の時にすでに決めていたと、「キララとウララ」の名前を提案して採用されたという。芸名の由来は、中学の時に「星を見る会」という名の下で、学校で歌いながら星を観察していたところ、「ああ、キララって光ってる星がある」と冗談で言った。すると、その呼び名いいねということになり、「じゃあ、もうひとつの呼び名はウララってかんじじゃない」ということで「キララとウララ」になった。また、大谷の方がキラキラしているイメージがあったのでキララとなったとのこと。1985年に3枚目となるシングルのラブ・アドベンチャーを発売した際には、キラウラと名乗っていた。
テクノ歌謡スタイルで、テクノサウンドと派手な衣装が特徴のアイドルデュオ。デビュー曲の「センチ・メタル・ボーイ」はしばしば「モールス信号のようなイントロを持つ」と表現される。昨今では珍しくないインカムを付けて歌うスタイルは、1980年代半ばとしては目新しいものであった。腰のベルト・ポーチに収めた送信機に電波を送るテレビ放送用に開発されたソニー製のワイヤレスシステムは、送信可能距離が500メートル以上で当時の金額にして200万円かかったという。
約3年間の活動の後に解散。その後、アルバムは中古市場で高値で取引されていたとされており、約20年後の2007年に復刻版が発売されることとなった。

## ディスコグラフィ
- 全てビクターからリリース。

### シングル
| # | 発売日         | A/B面 | タイトル                                     | 作詞       | 作曲     | 編曲     | 規格品番 |
| - | -------------- | ----- | -------------------------------------------- | ---------- | -------- | -------- | -------- |
| 1 | 1984年 8月1日  | A面   | センチ・メタル・ボーイ                       | 売野雅勇   | 井上大輔 | 井上大輔 | SV-7408  |
| 1 | 1984年 8月1日  | B面   | 恋のアドリヴ                                 | EPO        | EPO      | 清水信之 | SV-7408  |
| 2 | 1985年 3月5日  | A面   | 多感期のフラミンゴ                           | 売野雅勇   | 井上大輔 | 井上大輔 | SV-7475  |
| 2 | 1985年 3月5日  | B面   | バイキング                                   | 売野雅勇   | 井上大輔 | 川口真   | SV-7475  |
| 3 | 1985年 9月21日 | A面   | ラブ・アドベンチャー                         | 岩里祐穂   | 船山基紀 | 船山基紀 | SV-9059  |
| 3 | 1985年 9月21日 | B面   | Love Adventure                               | J.Horns    | 船山基紀 | 船山基紀 | SV-9059  |
| 4 | 1985年 12月5日 | A面   | パックンたまご! 〜空からたまごが降ってきた〜 | 三浦徳子   | 松浦雅也 | 松浦雅也 | SV-9083  |
| 4 | 1985年 12月5日 | B面   | (インストゥルメンタル)                       | -          | 松浦雅也 | 松浦雅也 | SV-9083  |
| 5 | 1986年 4月21日 | A面   | ブイン ブイン ブイン                         | 所ジョージ | 新田一郎 | 新田一郎 | KV-3074  |
| 5 | 1986年 4月21日 | B面   | BINBO'86                                     | 岩里祐穂   | 新田一郎 | 新田一郎 | KV-3074  |

### アルバム

#### その他のアルバム
- ザ・超女 音楽篇（1986年5月21日／LP：JBX-25088、CD：VDR-1193）
  - 「BINBO '86」「ブイン ブイン ブイン」収録。

### タイアップ曲
| 年     | 楽曲                 | タイアップ                                 |
| ------ | -------------------- | ------------------------------------------ |
| 1985年 | 多感期のフラミンゴ   | キリン・飲料水「キララ」CMソング           |
| 1985年 | パックンたまご!      | テレビ朝日系「パックンたまご」テーマソング |
| 1986年 | ブイン ブイン ブイン | OVA「ザ・超女」主題歌                      |
| 1986年 | BINBO'86             | OVA「ザ・超女」挿入歌                      |

## テレビ出演
- 遊びじゃないのよ、この恋は（1986年、TBS）ゲスト出演。
- 週刊ポップマガジン（テレビ東京）